# Oshiwambo
L’oshiwambo ou oshivambo est une famille de langues de l'Angola et du nord de la Namibie, qui regroupe notamment le kuanyama (ou oshikuanyama), le ndonga et le kwambi (en).
Plus de la moitié de la Namibie parle l'oshiwambo, en particulier les Ovambos. Avec les divers bouleversements de son histoire, dont les périodes coloniales, le vocabulaire de l'oshiwambo comprend un grand nombre de mots allemands. Il y a aussi des mots portugais, et plus récemment, des mots dont l'origine est afrikaans, et dans une moindre mesure, anglaise.